# The Rokstarr Collection
The Rokstarr Collection — первый альбом-сборник английского R&B-исполнителя Тайо Круса. Он был выпущен 20 сентября 2010 года. Согласно веб-сайту Круса, альбом сочетает в себе «самые большие хиты дебютного альбома Тайо Круса «Departure» и недавнего альбома 'Rokstarr'». Альбом включает все синглы Круса с его первых двух студийных альбомов, за исключением «No Other One». В альбом также вошли альбомные треки и американская версия песни «Break Your Heart» с участием Лудакриса. Island Records добавили видеорекламу сборника в свой аккаунт на YouTube 18 августа 2010 года.
Альбом также имел успех в чартах Billboard Hot 100, Canadian Hot 100, а также достиг первой строчки в австралийских чартах. 26 сентября 2010 года The Rokstarr Collection дебютировал на 16-й строчке в официальном чарте альбомов Великобритании, став третьим подряд альбомом Круса из топ-20.

## История
В беседе с Нестой Макгрегор из BBC Newsbeat Крус признался, что выпуск сборника величайших хитов был «безумием» после выпуска всего двух альбомов: «Мне так повезло выпустить так много синглов. У меня есть шесть синглов с первого альбома и ещё пять синглов с этого нового альбома, так что определённо есть много записей, которые люди слышали раньше, но не обязательно знали, что это был я. Но им понравилась песня».

## Оценка
The Rokstarr Collection получил неоднозначный прием от критиков. Пип из «Entertainment Focus» положительно воспринял сборник. Пип сказал: «[сборник] объединяет самые громкие достижения карьеры Тайо в одном наполненном хитами альбоме. Огромное количество хитов является ещё одним доказательством того, что Тайо Крус является одним из немногих гарантированных создателей хитов/писателей/исполнителей/продюсеров, работающих в настоящее время в поп-музыке». Однако Рут из «Female First» была впечатлена меньше, в рецензии она назвала релиз «амбициозным». Она сказала, что «хотя „Dynamite“ перевел 1,5 миллиона подписчиков через пруд, а его дебютный американский сингл „Break Your Heart“ разошелся тиражом более 5 миллионов по всему миру, кто-нибудь может назвать пять треков Тайо Круса? И не только это, но на диске всего 15 песен, одна из которых звучит ДВАЖДЫ… давай, Тайо, кого ты пытаешься обмануть?»

## Список песен
| №   | Название                                               | Длительность |
| --- | ------------------------------------------------------ | ------------ |
| 1.  | «Dynamite»                                             | 3:23         |
| 2.  | «Break Your Heart»                                     | 3:22         |
| 3.  | «Dirty Picture» (featuring Ke$ha)                      | 3:39         |
| 4.  | «Take Me Back» (featuring Tinchy Stryder) (Version D^) | 3:27         |
| 5.  | «Come On Girl» (featuring Luciana)                     | 3:33         |
| 6.  | «Forever Love»                                         | 4:12         |
| 7.  | «She's Like a Star»                                    | 3:38         |
| 8.  | «I Just Wanna Know»                                    | 3:58         |
| 9.  | «I'll Never Love Again»                                | 3:48         |
| 10. | «Falling in Love»                                      | 3:31         |
| 11. | «I Can Be»                                             | 3:46         |
| 12. | «Higher»                                               | 3:08         |
| 13. | «Moving On»                                            | 3:52         |
| 14. | «Feel Again»                                           | 3:37         |
| 15. | «Break Your Heart» (featuring Ludacris)                | 3:05         |

| №   | Название                      | Длительность |
| --- | ----------------------------- | ------------ |
| 16. | «Dynamite» (Arcade Dance Mix) | 5:43         |
| 17. | «Dynamite» (Video)            |              |
| 18. | «Break Your Heart» (Video)    |              |
| 19. | «Dirty Picture» (Video)       |              |
| 20. | «Take Me Back» (Video)        |              |
| 21. | «Come On Girl» (Video)        |              |
| 22. | «She's Like a Star» (Video)   |              |
| 23. | «I Just Wanna Know» (Video)   |              |
| 24. | «I Can Be» (Video)            |              |
| 25. | «Moving On» (Video)           |              |

Версия D содержит рэп Страйдера в начале, а остальную часть песни исполняет Крус. Эта версия является эксклюзивной для данного выпуска. Это одна из пяти различных версий песни.

## Чарты
| Чарт (2010)                          | Позиция |
| ------------------------------------ | ------- |
| Великобритания (UK Albums Chart)     | 16      |
| Великобритания (UK R&B Albums Chart) | 2       |

## Сертификаты и продажи
| Регион                                                      | Сертификация | Продажи  |
| ----------------------------------------------------------- | ------------ | -------- |
| Великобритания (BPI)                                        | Золотой      | 100 000^ |
| ^ Данные о тиражах приведены только на основе сертификации. |              |          |

## История выпусков
| Регион         | Дата             | Формат               | Лейбл          |
| -------------- | ---------------- | -------------------- | -------------- |
| Великобритания | 20 сентября 2010 | CD, digital download | Island Records |